# Balthasar Marradas

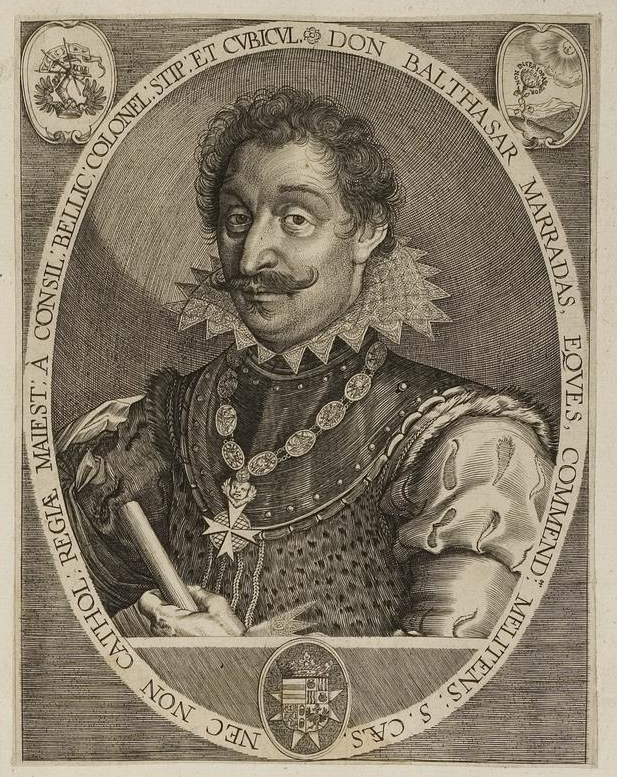
Balthasar Marradas

Balthasar Marradas y Viques of simpelweg Marradas (Valencia, 28 november 1560 - Praag, 12 augustus 1638) was een Spaanse edelman en maarschalk tijdens de Dertigjarige Oorlog, tevens was hij stadhouder van Bohemen.

## Biografie
Voordat Marradas naar Bohemen kwam, was hij als ridder van de Orde van Malta actief in Spanje. Marradas verscheen aan het hof van keizer Rudolf II in 1599. Hij was actief in Hongarije en Transsylvanië. Hij vocht in 1617 tegen de Republiek Venetië en in 1618-1619 in Bohemen tegen Frederik V van de Palts. Hij had geen aandeel in de overwinning in de Slag op de Witte Berg, maar ontving toch een ruim aandeel van de oorlogsbuit.
Ondanks dat hij nooit veel successen had geboekt werd hij in 1621 benoemd tot rijksgraaf. Vijf jaar later werd hij benoemd tot maarschalk en gevoegd bij het leger van Albrecht von Wallenstein, ondanks diens wantrouwen. Een jaar later werd Marradas benoemd tot luitenant-generaal. Hij was in 1630 betrokken bij het ontslag van Wallenstein. Hij wist het jaar daarop het Saksische leger van Hans Georg von Arnim-Boitzenburg te verslaan bij de stad Praag. Hij werd echter in 1632 afgezet op vraag van Wallenstein. Als vertrouweling van Matthias Gallas was hij in 1634 betrokken bij de moord op Wallenstein. Marradas stierf in 1638 als stadhouder van Bohemen in Praag.